# Die Affäre der Sunny von B.
Die Affäre der Sunny von B. (Reversal of Fortune) ist ein US-amerikanisches Filmdrama von Barbet Schroeder aus dem Jahr 1990. Die Handlung beruht auf dem gleichnamigen biografischen Roman von Alan M. Dershowitz, dem Verteidiger des wegen Mordes an seiner Ehefrau Sunny angeklagten Claus von Bülow.

## Handlung
Die Geschichte wird zum Teil aus der Perspektive der komatös im Krankenhaus liegenden Sunny von Bülow in Rückblenden erzählt.
Der dänische Adelige Claus von Bülow heiratet seine Affäre, die vermögende Sunny. Die Ehe befindet sich jedoch schon bald in der Krise. Claus hat neben regelmäßigen Treffen mit Prostituierten eine Affäre mit einer gesellschaftlich hochgestellten Dame. Sunny konsumiert derweil regelmäßig Drogen und übermäßig Alkohol.
Eines Tages wird Sunny in einem komatösen Zustand vorgefunden, wie bereits einige Monate zuvor schon einmal, diesmal erwacht sie jedoch nicht mehr. Ursache ist eine Überdosis Insulin. Ihr Ehemann wird wegen Mordversuches angeklagt, ihm wird vorgeworfen, ihr Insulin gespritzt zu haben. In einem ersten Gerichtsverfahren wird er zu einer Haftstrafe von 30 Jahren verurteilt.
Der Film zeigt die Vorbereitungen eines Jura-Professors und seines Teams auf die Berufungsverhandlung. In Rückblenden erfährt man von Situationen und der Beziehung zwischen Claus und Sunny. In einem Revisionsprozess wird Claus von Bülow freigesprochen. Bis zum Ende bleibt jedoch unklar, wie es zu der Insulindosis kam.

## Kritiken
Der Film erreichte bei Rotten Tomatoes eine Positiv-Quote von 92 % auf der Grundlage von 53 Filmkritiken.
Roger Ebert schrieb in der Chicago Sun-Times vom 17. Oktober 1990, dass den Charme des Filmes ausmache, dass letztlich nicht der Versuch unternommen wird zu erklären, ob es sich um einen Mordversuch handelte und wer ihn ausgeführt haben könnte. Es sei „genial“, dass die im komatösen Zustand befindliche Sunny von Bülow die Narration führe. Der Film sei kein Dokudrama, sondern eher ein Film über die Persönlichkeiten der beteiligten Menschen.
Das Lexikon des internationalen Films schreibt: „Angesiedelt in einem dekadenten Milieu, dient der Stoff als Vorwand für ein ironisch-zwiespältiges, verwirrendes Drama, das immer wieder seiner Faszination des Morbiden erliegt.“

## Auszeichnungen
Der Film wurde mit 13 Filmpreisen ausgezeichnet und erhielt 16 weitere Nominierungen. Jeremy Irons gewann im Jahr 1991 den Golden Globe Award sowie den Oscar als Bester Hauptdarsteller, Barbet Schroeder und Nicholas Kazan erhielten bei beiden Verleihungen jeweils eine Nominierung. Der Film war zudem als Bester Film – Drama für den Golden Globe Award, für den Artios der Casting Society of America und für den Political Film Society Award für Exposé nominiert.

## Produktion und Veröffentlichung
Der Film wurde in New York und in Newport (Rhode Island) gedreht,. Die Kostüme entwarf die mehrfach ausgezeichnete US-amerikanische Kostümbildnerin Judianna Makovsky.
Die Weltpremiere fand am 12. September 1990 auf dem Toronto Film Festival statt.
1992 erschien bei Columbia TriStar Home Entertainment eine VHS des Films und 2003 eine DVD bei Sony Pictures.
Das Einspielergebnis in den Vereinigten Staaten belief sich auf 15,4 Millionen US-Dollar.